# Кози Пауъл
Кози Пауъл (на английски: Cozy Powell) е британски рокмузикант — барабанист, роден през 1947 година. На 5 април 1998 година катастрофира край Бристъл и загива на място със СААБ 9000.
Името му ще остане в историята на рокмузиката, като един от най-титулуваните барабанисти. Работил е с водещи в жанра групи и изпълнители като: Джеф Бек Груп, Рейнбоу, Майкъл Шенкер Груп, Уайтснейк, Емерсън, Лейк енд Пауъл, Блек Сабат, Гари Мур, Брайън Мей и др.

## Биография и кариера

### Ранни години
Роден е като Колин Флокс на 29 декември 1947 година в Сайрънсестър, графство Глостършър, Англия. Започва да свири на барабани 12-годишен заедно с училищния оркестър. Първата му група се казва Corals с която свири всяка седмица в младежкия клуб в Сайрънсестър. Започва да се нарича със сценичното име „Ко̀зи“ по името на джаз барабаниста Кози Коул. През 1965 година, започва полупрофесионални участия и турне с поп групата The Sorcerers. Среднощните изяви и постоянните пътувания обаче са в конфликт с учебния процес, така че Пауъл напуска училище, намирайки си работа в един офис за да финансира закупуването на първия си собствен професионален комплект барабани марка „Premier“. През тези години, The Sorcerers имат изяви на германската клубна сцена. Към 1968 година, групата се установява в района на Бирмингам. Там Пауъл се сприятелява с други млади музиканти сред които са Робърт Плант и Джон Бонъм, бъдещия вокалист на Слейд - Ноди Холдър и един млад китарист на име Тони Айоми. През 1968-69 година, The Sorcerers издават поредица от сингли под ново име на формацията — Youngblood (Млада кръв).

## Дискография

### Солови албуми
- Over the Top (1979)
- Tilt (1981)
- Octopuss (1983)
- The Drums Are Back (1992)
- The Best of Cozy Powell (1997)
- Especially for You (1999)

### с Джеф Бек Груп
- Rough & Ready (1971)
- Jeff Beck Group (1972)

### с Bedlam
- Bedlam (1973)

### с Рейнбоу
- Rising (1976)
- On Stage (1977)
- Long Live Rock'n'Roll (1978)
- Down To Earth (1979)
- Finyl Vinyl (1986)
- Live in Germany (1990)
- Live in Munich 1977 (2006)

### с Майкъл Шенкер Груп
- MSG (1981)
- One Night at Budokan (1982)

### с Уайтснейк
- Slide It In (1984)

### с Емерсън, Лейк енд Пауъл
- Emerson, Lake & Powell (1986)
- The Sprocket Sessions (2003)
- Live in Concert (2003)

### с Форсфийлд
- Forcefield (1987)
- Forcefield II: The Talisman (1988)
- Forcefield III: To Oz and Back (1989)
- Forcefield IV: Let the Wild Run Free (1991)
- Forcefield: The Instrumentals (1992)

### с Блек Сабат
- Headless Cross (1989)
- Tyr (1990)
- Forbidden (1995)
- The Sabbath Stones (1996)

### с Брайън Мей
- Back to the Light (1993)
- Live at the Brixton Academy (1994)
- Another World (1998)
- Red Special (1998)

### като Гост музикант
- Ed Welch – Clowns (1971)
- Harvey Andrews – A Writer of Songs (1972)
- Julie Felix – Clotho's Web (1972)
- Donovan – Cosmic Wheels (1973)
- Chick Churchill – You and Me (1973)
- Murray Head – Nigel Lived (1973)
- Tony Ashton and Jon Lord – First of the Big Bands (1974)
- Bob Sargeant – The First Starring Role (1974)
- Peter Sarstedt – Every Word You Say (1975)
- Various – Peter & The Wolf (1976)
- Hot Chocolate – Fourteen Greatest Hits (1976)
- Bernie Marsden – And About Time Too (1979)
- Bernie Marsden – Look at Me Now (1981)
- Graham Bonnet – Line-Up (1981)
- Jon Lord – Before I Forget (1982)
- Robert Plant – Pictures at Eleven (1982)
- Phenomena – Phenomena (1985)
- Roger Daltrey – Under a Raging Moon (1985)
- Boys Don't Cry – Who the Am Dam (1987)
- Sanne Salomonsen – Sanne Salomonsen (1987)
- Warlock – Triumph and Agony (1987)
- Pete York – Super Drumming (1987)
- Cinderella – Long Cold Winter (1988)
- James Darby – Southern Region Breakdown (1988)
- Don Airey – K2: Tales of Triumph and Tragedy (1988)
- Gary Moore – After the War (1989)
- Minute By Minute – Timewatch (1989)
- Ritchie Blackmore – The Connoisseur Collection Vol II (1991)
- Various – The Music of Jimi Hendrix (1995)
- Glenn Tipton – Baptizm of Fire (1997)
- Peter Green Splinter Group – Peter Green Splinter Group (1997)
- S.A.S. Band – SAS Band (1997)
- Yngwie Malmsteen – Facing the Animal (1997)
- Colin Blunstone – The Light Inside (1998)
- Tony Martin – Scream (2005)
- Tipton, Entwistle & Powell – Edge of the World (2006)